# 谷口淳一郎
谷口 淳一郎（たにぐち じゅんいちろう、1973年6月28日 - ）は、日本の男性アニメーター、キャラクターデザイナー。岡山県出身。動画工房所属。血液型はB型。

## 経歴・人物
大学でグラフィックデザインを専攻。卒業後、代々木アニメーション学院を経て、動画工房に入社。
プロフェッショナルとして「来た仕事は、真面目にとり組み、きちっと仕上げる」ことを心がけているという。また、自分の個性を出すよりも、その作品の世界にあったものを描くことを重視しており、画についても動きについても作品から逸脱するのは避けているという。
代表作のひとつである『魔法少女まどか☆マギカ』ではテレビシリーズに総作画監督の一人として参加。劇場版では岸田隆宏と共同でキャラクターデザインとしてもクレジットされている。また、ゲーム『マギアレコード 魔法少女まどか☆マギカ外伝』でも作画監督を担当。
小学生時代から趣味で野球をやっており、現在もアニメリーグの試合に参加している。『おおきく振りかぶって』『おおきく振りかぶって～夏の大会編～』ではアクション作画監督の役職で、野球シーンの作画監督を担当。ライターの小黒祐一郎は「アニメでは難しい野球の描写をリアルかつ見応えあるものとして仕上げた」と評価している。『SHIROBAKO』でもバッティングセンターのシーンの原画を担当した。

## 参加作品

### テレビアニメ
1998年
- クレヨンしんちゃん（動画）
- ふしぎ魔法ファンファンファーマシィー（動画）
- 金田一少年の事件簿（作画監督・原画）
- ひみつのアッコちゃん（原画）
- まもって守護月天!（原画）

1999年
- 神風怪盗ジャンヌ（原画）
- 鋼鉄天使くるみ（原画）

2001年
- グラップラー刃牙（原画）
- コスモウォーリアー零（原画）
- 勝負師伝説 哲也（作画監督・原画）
- ポケットモンスター（作画監督・原画）
- 星のカービィ（作画監督・原画）

2002年
- アソボット戦記五九（作画監督・原画）
- 犬夜叉（原画）

2003年
- 藍より青し〜縁〜（作画監督）
- エアマスター（OP原画）
- 鋼の錬金術師（作画監督・原画）
- 妄想科学シリーズ ワンダバスタイル（作画監督・原画）

2004年
- 神無月の巫女（OP原画・原画）
- げんしけん（ED作画監督・原画・作画監督・原画）
- 焼きたて!!ジャぱん（原画）
- 流星戦隊ムスメット（作画監督・原画）

2005年
- ARIA The ANIMATION（原画）
- 交響詩篇エウレカセブン（原画）

2006年
- 天保異聞 妖奇士（作画監督・作画監督協力・OP原画・原画・第二原画）
- 働きマン（作画監督・原画）
- xxxHOLiC（作画監督・原画）
- 落語天女おゆい（OP原画）

2007年
- おおきく振りかぶって（OP総作画監督・アクション作画監督・作画監督・作画監督補佐・ED原画・原画）
- 電脳コイル（原画）

2008年
- かんなぎ（OP原画・原画）
- ケメコデラックス!（原画）
- ペルソナ 〜トリニティ・ソウル〜（OP原画）
- xxxHOLiC◆継（作画監督・OP原画）
- ミチコとハッチン（原画）
- 薬師寺涼子の怪奇事件簿（キャラクターデザイン・総作画監督・OP作画監督・作画監督・OP原画・原画）

2009年
- 戦う司書 The Book of Bantorra（OP原画）
- 鉄腕バーディー DECODE:02（OP原画）

2010年
- おおきく振りかぶって〜夏の大会編〜（総作画監督・アクション作画監督・作画監督補佐・ED原画・第二原画）
- 学園黙示録 HIGHSCHOOL OF THE DEAD（原画）
- 侵略!イカ娘（原画）
- HEROMAN（原画）

2011年
- うたの☆プリンスさまっ♪ マジLOVE1000%（主題歌アニメーション原画）
- X-MEN（原画）
- GOSICK -ゴシック-（総作画監督）
- 魔法少女まどか☆マギカ（総作画監督・作画監督・OP原画）
- ゆるゆり（小物デザイン・総作画監督・OP作画監督）
- よんでますよ、アザゼルさん。（キャラクターデザイン・総作画監督・OP作画監督・作画監督）
- ラストエグザイル-銀翼のファム-（OP原画）

2012年
- Another（作画監督）
- 夏雪ランデブー（キャラクターデザイン・総作画監督・OP作画監督・作画監督・ED原画・原画）
- 偽物語（作画監督協力）

2013年
- ラブリームービー いとしのムーコ［第1期］（キャラクターデザイン）
- げんしけん二代目（キャラクターデザイン・総作画監督・ED作画監督）
- よんでますよ、アザゼルさん。Z（キャラクターデザイン・総作画監督・作画監督補佐）

2014年
- 月刊少女野崎くん（キャラクターデザイン・総作画監督・作画監督・ED作画監督）
- SHIROBAKO（原画）
- ノラガミ（OP原画）
- ラブリームービー いとしのムーコ［第2期］（キャラクターデザイン）

2015年
- 監獄学園（キャラクターデザイン・総作画監督・作画監督・OP総作画監督・ED作画監督）

2016年
- 三者三葉（OP原画）
- 刀剣乱舞-花丸-（キャラクターデザイン・総作画監督・OP作画監督・ED作画監督）

2018年
- 続 刀剣乱舞-花丸-（キャラクターデザイン）
- 多田くんは恋をしない（キャラクターデザイン・総作画監督・OP総作画監督）

2020年
- マギアレコード 魔法少女まどか☆マギカ外伝 1st SEASON（キャラクターデザイン・総作画監督・OP作画監督）
- イエスタデイをうたって（キャラクターデザイン・総作画監督）
- 池袋ウエストゲートパーク（キャラクターデザイン・総作画監督・作画監督・OP作画監督）

2021年
- マギアレコード 魔法少女まどか☆マギカ外伝 2nd SEASON -覚醒前夜-（キャラクターデザイン・総作画監督・OP作画監督・ED作画監督・原画）

2022年
- マギアレコード 魔法少女まどか☆マギカ外伝 Final SEASON -浅き夢の暁-（キャラクターデザイン・総作画監督・作画監督・OP作画監督・ED作画監督）
- RWBY 氷雪帝国（作画監督）

2023年
- 【推しの子】（2023年 - 2024年、動画工房作画育成監督・作画監督）

2024年
- 夜のクラゲは泳げない（キャラクターデザイン・総作画監督・作画監督・作画育成監督・OP作画監督）

2025年
- カラオケ行こ!（キャラクターデザイン・総作画監督）

### 劇場アニメ
1998年
- ピカチュウのなつやすみ（動画）

1999年
- 劇場版ポケットモンスター 幻のポケモン ルギア爆誕（原画）

2001年
- 劇場版ポケットモンスター セレビィ 時を超えた遭遇（原画）

2002年
- 犬夜叉 鏡の中の夢幻城（原画）
- パルムの樹（原画） - ノンクレジット

2005年
- 嘉兵衛の海（キャラクターデザイン・作画監督・原画）
- クレヨンしんちゃん 伝説を呼ぶブリブリ 3分ポッキリ大進撃（原画）
- 劇場版 鋼の錬金術師 シャンバラを征く者（原画）
- 劇場版xxxHOLiC 真夏ノ夜ノ夢（原画）

2006年
- クレヨンしんちゃん 伝説を呼ぶ 踊れ!アミーゴ!（原画）

2007年
- 河童のクゥと夏休み（原画）

2008年
- スカイ・クロラ The Sky Crawlers（原画）

2010年
- 宇宙ショーへようこそ（原画）

2012年
- 劇場版 魔法少女まどか☆マギカ [前編] 始まりの物語（キャラクターデザイン・総作画監督）
- 劇場版 魔法少女まどか☆マギカ [後編] 永遠の物語（キャラクターデザイン・総作画監督・作画監督・原画）

2013年
- 劇場版 魔法少女まどか☆マギカ [新編] 叛逆の物語（キャラクターデザイン・総作画監督・OP作画監督）

2016年
- ガールズ&パンツァー 劇場版（原画）
- 君の名は。（原画）

2017年
- 刀剣乱舞-花丸- 〜幕間回想録〜（キャラクターデザイン・総作画監督）

2022年
- 特『刀剣乱舞-花丸-』〜雪月華〜（キャラクターデザイン）

時期未発表
- 劇場版 魔法少女まどか☆マギカ〈ワルプルギスの廻天〉（キャラクターデザイン）

### OVA
1998年
- クイーン・エメラルダス（動画）

2001年
- アニメーション制作進行くろみちゃん（原画）

2005年
- 撲殺天使ドクロちゃん（作画監督）

2006年
- げんしけん（OP原画）
- 大魔法峠（ED原画）
- Memories Off #5 とぎれたフィルム THE ANIMATION（キャラクターデザイン・作画監督・OP原画・原画）

2010年
- ムダヅモ無き改革 -The Legend of KOIZUMI-（キャラクターデザイン・原画）
- 夜桜四重奏 〜ホシノウミ〜（原画）
- よんでますよ、アザゼルさん。泣き牛編（キャラクターデザイン）
- よんでますよ、アザゼルさん。セーヤ編（キャラクターデザイン・原画）

2012年
- よんでますよ、アザゼルさん。ルシファー編（キャラクターデザイン・総作画監督・原画・OP作画監督・OP原画）

2013年
- げんしけん二代目OAD（キャラクターデザイン・総作画監督・OP総作画監督・ED作画監督）

2014年
- よんでますよ、アザゼルさん。イソギンチャク編（キャラクターデザイン・OP作画監督・OP原画）

2016年
- 監獄学園（キャラクターデザイン・総作画監督）

### ゲーム
- インタールード（2003年、原画）
- インタールード（Windows版）（2004年、原画・挿入アニメーション原画）
- FRAGMENTS BLUE（2006年、作画協力）
- 極道の花嫁（2010年、アニメーションPVキャラクターデザイン・作画監督）
- .hack//Versus（2012年、キャラクター設定監修）
- 魔法少女まどか☆マギカ ポータブル（2012年、アニメーション総作画監督・イベント絵監修・協力）
- Fate/EXTRA CCC（2013年、OP原画）
- マギアレコード 魔法少女まどか☆マギカ外伝（2017年、OP作画監督・変身シーン作画監督）

### 書籍
- 「谷口淳一郎 アニメーション画集」（アニメスタイル、2019年1月）

### その他
- 亡念のザムド（2008年、ED原画・原画）
- AQUARIUS HEROES TV-CM第1弾『Monster DICE-K』篇（2009年、原画）
- 銀河鉄道999 ダイヤモンドリングの彼方へ（2009年、キャラクターデザイン）
- ドットハック セカイの向こうに（2009年、パイロットフィルム2キャラクターデザイン・作画監督）
- まじかるすいーと プリズム・ナナ（2012年、パイロット版PV原画）
- 魔法少女まどか☆マギカ コンセプトムービー（2015年、作画監督）